# Acridoderes laevigatus
Acridoderes laevigatus är en insektsart som beskrevs av Bolívar, I. 1911. Acridoderes laevigatus ingår i släktet Acridoderes och familjen gräshoppor. Inga underarter finns listade i Catalogue of Life.